# Verónica Bódalo
Verónica Bódalo Climent (Alicante, 12 de junio de 1976) es una ex gimnasta rítmica española que fue campeona de Europa en 1991 con el conjunto júnior nacional.

## Biografía deportiva

### Inicios
Se inició en la gimnasia rítmica con 4 años de edad, haciendo posteriormente conjunto infantil con el alicantino Club Jitte entrenada por Francisca Maneus (Paqui Maneus) y pasando después al Club ECA (Escuela de Competición de Alicante) de Paqui Maneus y Pancracia Sirvent, aunque también perteneció al Club Atlético Montemar en un conjunto de primera categoría.
Con el Club Jitte participó en categoría infantil en el Campeonato de España de Conjuntos de 1987 en Onteniente (5º puesto) y de 1988 en Playa de Aro (4º puesto). En 1988 logró la medalla de oro en el Torneo Individual «Trofeo Fallas». En 1989 obtuvo el bronce en un Torneo en Tarragona. En diciembre de ese mismo año logró el bronce en la general de la primera categoría con el Club Atlético Montemar en el Campeonato de España de Conjuntos celebrado en Torrelavega (Cantabria), además del bronce en la final de 12 mazas y del oro en la final de 2 pelotas, 2 cuerdas y 2 aros. En ese conjunto montemarino también estaban algunas gimnastas que pertenecían o pertenecerían a la selección, como Carolina Pascual, Mónica Ferrández o Noelia Fernández, y sería entrenado por Rosa Menor.
En 1990, integrando el Club ECA, logró el 10º puesto en el concurso general de la categoría júnior y la medalla de plata en la final de mazas en el Campeonato de España Individual en Palencia. Esa misma temporada, como parte del conjunto del Club ECA, fue medalla de plata en categoría júnior en el Campeonato de España de Conjuntos, celebrado en Zaragoza. Ese año fue escogida para entrar a formar parte del conjunto júnior de la selección nacional de gimnasia rítmica de España.

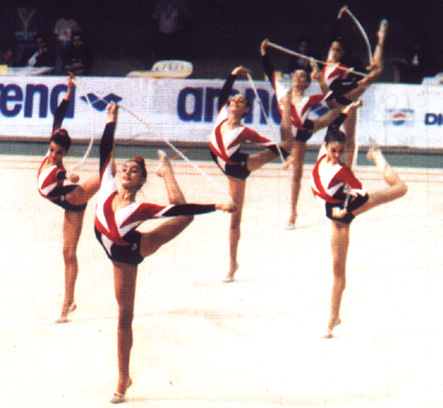
Conjunto júnior en el Europeo de Lisboa (1991).

### Etapa en la selección nacional
En 1991 logró la 8.ª plaza en la 1.ª fase de la Copa de España, celebrada en Tenerife. Posteriormente fue medalla de oro por Comunidades en la 3.ª fase de la Copa de España en Zaragoza y en la Final de la Copa de España en Málaga. Ese mismo año logró con el Club ECA el bronce en la general juvenil del Campeonato de España Individual de Alicante, además del bronce en cuerda, en aro y en pelota, y la plata en mazas. Como parte del conjunto español júnior, en 1991 fue medalla de oro en el Torneo Internacional de Caserta (Italia). Ese mismo año se proclamó campeona de Europa con el conjunto júnior en el Campeonato Europeo Júnior, celebrado en Lisboa. El conjunto estaba integrado por Verónica, María Álvarez, Sonia Bermejo, Susana Gómez, Pilar Rodrigo y Eva Velasco, además de Estefanía Ariza y Laura Bartolomé como suplentes. El mismo año la Federación Española de Gimnasia les otorgó la Medalla al Mérito Gimnástico.

### Retirada de la gimnasia
Se retiró de la gimnasia rítmica en 1992. Posteriormente se ha dedicado a entrenar a niñas, comenzando en el Club ECA y desde 1999 llevando la Escuela Municipal de Gimnasia Rítmica de Altea (Alicante).

## Música de los ejercicios
| Año                          | Aparatos     | Música |
| ---------------------------- | ------------ | --- |
| 1987 (Conjunto infantil)     | Manos libres | Banda sonora de La misión, compuesta por Ennio Morricone.                                                                               |
| 1988 (Individual infantil)   | Pelota       | «The Pink Panther Theme», perteneciente a la banda sonora de la película La pantera rosa de Blake Edwards, compuesta por Henry Mancini. |
| 1988 (Conjunto infantil)     | Manos libres | Música de Dire Straits. |
| 1989 (Conjunto 1ª categoría) | 12 mazas     | «Una rosa es una rosa» de Mecano. |
| 1991 (Conjunto júnior)       | 6 cuerdas    | Música del ballet Arraigo de Jerónimo Maesso, creado para el coreógrafo Víctor Ullate.                                                  |

## Palmarés deportivo

### A nivel de club
| 1987 - Campeonato de España de Conjuntos en Onteniente 5º puesto en concurso general (categoría infantil) 1988 - Torneo Individual «Trofeo Fallas» Oro en concurso general - Campeonato de España de Conjuntos en Playa de Aro 4º puesto en concurso general (categoría infantil) 1989 - Torneo en Tarragona Bronce en concurso general - Campeonato de España de Conjuntos en Torrelavega (con el Club Montemar) Bronce en concurso general (primera categoría) Bronce en 12 mazas Oro en 2 pelotas, 2 cuerdas y 2 aros 1990 - Campeonato de España Individual en Palencia 10º puesto en concurso general (categoría júnior) Plata en mazas - Campeonato de España de Conjuntos en Zaragoza Plata en concurso general (categoría júnior) | 1991 - 1.ª fase de la Copa de España en Tenerife 8º puesto en concurso general - 3.ª fase de la Copa de España en Zaragoza Oro por Comunidades - Final de la Copa de España en Málaga Oro por Comunidades - Campeonato de España Individual en Alicante Bronce en concurso general (categoría juvenil) Bronce en cuerda Bronce en aro Bronce en pelota Plata en mazas |

| Selección española Conjunto júnior 1991 Torneo Internacional de Caserta Oro en final (6 cuerdas) Campeonato de Europa Júnior de Lisboa 1. er puesto en preliminares Oro en final (6 cuerdas) |

## Premios, reconocimientos y distinciones
- Medalla al Mérito Gimnástico, otorgada por la Real Federación Española de Gimnasia (1991)